# Амалія Катерина Вальдек-Айзенберзька
Амалія Катерина Вальдек-Айзенберзька (нім. Amalia Katharina von Waldeck-Eisenberg; нар. 13 серпня 1640 — пом. 4 січня 1697 або 1699) — німецька шляхтянка XVII сторіччя, донька графа Вальдек-Айзенберга Філіпа Дітріха та Марії Магдалени Нассау-Зігенської, дружина графа Ербах-Ербаху Георга Людвіга I.

## Біографія
Амалія Катерина народилася 13 серпня 1640 року у Кулемборзі. Вона стала первістком в родині Філіпа Дітріха Вальдек-Айзенберзького та його дружини Марії Магдалени Нассау-Зігенської, з'явившись на світ за рік після їхнього весілля. Згодом у дівчинки з'явилися два молодші братиː Генріх Вольрад та Флоріс Вільгельм, який помер немовлям.
У жовтні 1640 Філіп Дітріх став правителем Вальдек-Айзенбергу. Мешкала родина у замку Айзенберг у Корбаху та у Кулемборзі. Батько помер, коли доньці виповнилося 5, за два роки не стало і матері. Регентство в країні здійснював їхній дядько Георг Фрідріх Вальдекський. У 1659 році імператор Леопольд I Габсбург проголосив її брата повнолітнім та передав йому повноту влади у графстві. Втім, влітку 1664 Генріх Вольрад раптово помер. Землі країни знову відійшли під руку дядька.
Амалія Катерина була видана заміж у грудні 1664. Її нареченим став 21-річний граф Ербах-Ербахський Георг Людвіг I. Пара побралася в Арользені наступного дня після Різдва. У подружжя народилося шістнадцятеро дітей, з яких встигли охрестити п'ятнадцять.
До 1669 року землями її чоловіка фактично правив його старший брат Георг Ернст Ербах-Вільденштайн. Після його смерті Георг Людвіг керував країною разом із молодшими братами. У 1672 вони вирішили поділити землі, внаслідок чого йому дісталися Ербах, Фрайєнштейн та Вільденштейн. Після наступного переділу у 1678 Георг Людвіг отримав Мішельштадт та Бройберг. Він помер у квітні 1693. Амалія Катерина пережила його на кілька років і пішла з життя 4 січня 1697 або 1699 року.

## Родина
Чоловік — Георг Людвіг I, граф Ербах-Ербаху
Дітиː
- Генрієтта (27—28 вересня 1665) — прожила 2 дні;
- Генрієтта Юліана (1666—1684) — одружена не була, дітей не мала;
- Філіп Людвіг (1669—1720) — граф Ербах-Ербах, генерал-лейтенант голландської армії, був одруженим із Альбертіною Єлизаветою Вальдек-Айзенберзькою, дітей не мав;
- Карл Людвіг (1670—1704) — одруженим не був, дітей не мав;
- Георг Альбрехт (1 липня 1671) — прожив кілька годин;
- Амалія Катерина (1672—1676) — прожила 4 роки;
- Фрідріх Карл (19—20 квітня 1673) — прожив 2 дні;
- Вільгельміна Софія (16 лютого—20 серпня 1675) — прожила 6 місяців;
- Магдалена Шарлотта (6 лютого—3 грудня 1676) — прожила 10 місяців;
- Вільгельм Людвіг (1677—1678) — прожив 11 місяців;
- Амалія Катерина (18 лютого 1678) — прожила кілька годин;
- Фредеріка Шарлотта (19—21 квітня 1679) — прожила 2 дні;
- Фрідріх Карл (1680—1731) — граф Ербах-Лімбурга, був одруженим із Софією Елеонорою фон Лімпург, мав четверо дітей;
- Ернст (1681—1684) — прожив 2 роки;
- Софія Альбертіна (1683—1742) — дружина герцога Саксен-Гільдбурггаузена Ернста Фрідріха I, мала десятеро дітей.